# Наромша
Наромша (Нарымша) — река в России, протекает во Владимирской области. Правый приток нижнего течения Уводи в бассейне Волги.
Длина реки составляет 31 км. Площадь водосборного бассейна — 197 км².
Устье реки находится 29 км от устья по правому берегу Уводи, в 1,5 км от д. Побочнево Ковровского района.

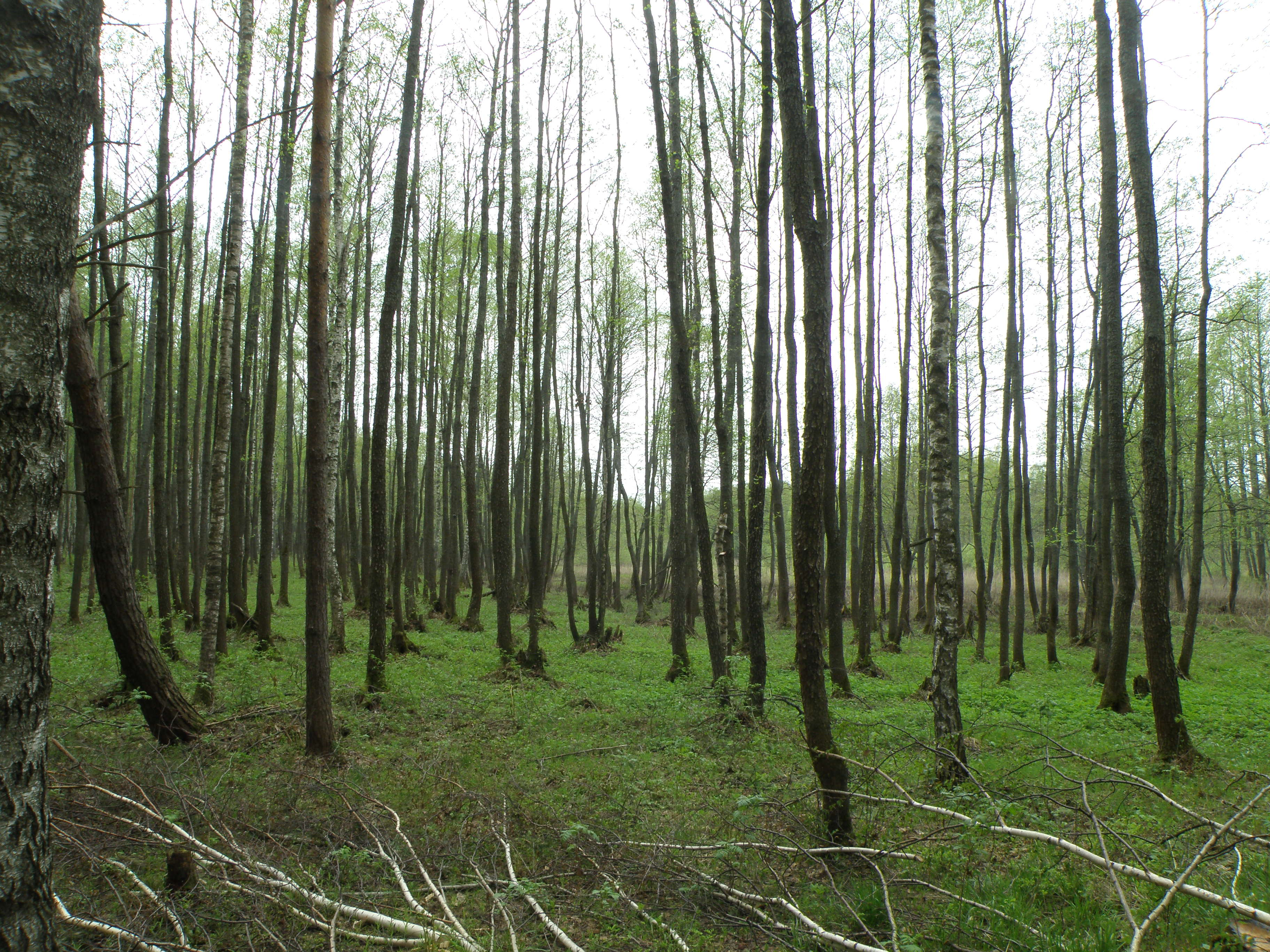
Черноольшаник в пойме Наромши у пос. им. Карла Маркса

## Данные водного реестра
По данным государственного водного реестра России относится к Окскому бассейновому округу, водохозяйственный участок реки — Уводь от истока и до устья, речной подбассейн реки — Бассейны притоков Оки от Мокши до впадения в Волгу. Речной бассейн реки — Ока.
Код объекта в государственном водном реестре — 09010301012110000033205.